# Nova Fronteira
A Nova Fronteira é uma das maiores editoras do Brasil, com sede no Rio de Janeiro, fundada por Carlos Lacerda, em 1965.
Possui um catálogo com mais de 1.500 títulos publicados. Já recebeu inúmeros prêmios, como o Jabuti, nas categorias romance, produção editorial, capa, livro infanto-juvenil e poesia, e o Altamente Recomendável da FNLIJ (Fundação Nacional do Livro Infantil e Juvenil), para citar apenas alguns. Alguns vencedores do Prêmio Nobel de Literatura integram o catálogo da editora: Thomas Mann, Jean-Paul Sartre e Günter Grass.
A Nova Fronteira formou seu catálogo com base em dois grandes pilares: literatura e obras de referência. No primeiro estão obras de autores nacionais como Guimarães Rosa, Ariano Suassuna, Marques Rebelo, João Ubaldo Ribeiro e Josué Montello, além de alguns dos mais importantes poetas brasileiros, como Cecília Meireles, Manuel Bandeira e João Cabral de Melo Neto.
Entre os escritores estrangeiros, além dos vencedores do Nobel, destaque para Virginia Woolf, Marguerite Yourcenar, Italo Svevo, Ezra Pound, Dino Buzzati e a grande dama da literatura policial, Agatha Christie.
Já na linha infanto-juvenil a Nova Fronteira tem editado autores como Ana Maria Machado, Bia Bedran e Sylvia Orthof, e ilustradores como Rui de Oliveira, Ziraldo, Cláudio Martins e Roger Melo.
Em 2006 o controle acionário da Nova Fronteira foi adquirido pela Ediouro Publicações.
Organiza juntamente com a Amazon o Prêmio Kindle de Literatura.